# 直落布兰雅
直落布兰雅是新加坡红山规划区的分区及住宅区，毗邻巴西班让及
丹戎巴葛。
英国人还未到来之前，直落布兰雅区域包含了现在的：港湾HarbourFront、拉丁马士RadinMas、武吉宝美Bukit Permai、拉波多公园 Labrador Park、花柏山公园 Mount Faber、直落布兰雅山 Telok Blangah Hill。

## 名稱來源
该地区以海湾命名。 直落布兰雅（Telok Blangah）是马来语的复合词：“blanga”（一种烹饪锅）和“telok”（海湾）组成，字面意思是“烹饪锅湾”，因其形状而得名。
“直落布兰雅”（Telok Blangah）的词源还有不同的说法，马来语直译的含义为土锅湾，“Telok”是海湾，但单词“Blangah”也指休息站，这里像个避风港，让从马来群岛随着季候风来到本地的商船停泊。
在古代地图中，直落布兰雅的名字常拼写为Teluk Blanga、Teluk Belanga 和 Teluk Blangah。
此外，直落布兰雅在闽南语中被称为石叻门Silat，意思是「海峡门」，因Silat为马来语的海峡之意。

## 历史
根据《马来纪年》的记载，在13世纪，来自于巨港的王子桑尼拉·乌达玛（Sang Nila Utama）第一次踏上淡马锡（新加坡当时的名称）的土地，就是从直落布兰雅海滩。
柔佛王国时期，位于直落布兰雅面海的山脚下，是王国的天猛公（军事与治安官）的派驻地，主管新加坡岛。
1819年1月30日上午，明古连代理总督史丹福·莱佛士爵士和助手威廉·法夸尔（即后来的新加坡首任驻扎官），以及一名印度士兵登岸，在这里与天猛公阿都拉曼签订了一项临时条约，并在接下来几天里，以各种政治分化手段，成功取得了新加坡的统治权。
19世纪40年代，殖民地政府在直落布兰雅山上设置航海通讯旗杆，并由工程师查尔斯·爱德华·花柏，率领一群印度罪犯劳工，沿着山脚的天猛公村落开辟上山的小路。后于1845年以这位工程师的名字命名，将靠近天猛公宅邸的山头改名为花柏山（Mount Faber），另外个山头则命名为华盛顿山（Mount Washington）。
19世纪中叶，阿拉伯富商阿卡夫（Alkaff）从也门来到新加坡，经营白糖、咖啡与香料贸易。老阿卡夫的侄儿亚都拉曼· 阿卡夫（Syed Abdulrahman Alkaff）在1916年6月19日，以3万2千元从华人富商汪声音(Ang Seah Im) 手上买下他的华盛顿山庄，后来人们称此山庄为阿卡夫山庄（Alkaff Mansion）。
这个位于直落布兰雅山顶的山庄，几乎是见证了直落布兰雅山近代变更的一栋传奇建筑。在成为阿卡夫家族的庄园后，成为了伊斯兰教社群的集聚地，同时也是富商们举办派对的场所，后来山庄辗转落入当地华人杨氏（Yeo Pui Chin）手中，成为杨氏公会所在地。
第二次世界大战时期，山庄被征用为日军的防卫司令台。战争结束后，山庄又回到阿卡夫的后人赛亚威（Syed Alwi Alkaff）手中。1964年山庄再次被征用，并成为世界佛教社和佛教大学所在地。
新加坡建国后，直落布兰雅成为新加坡的第三个卫星镇，为了应付欠缺土地发展的窘境，有人提议铲平花柏山来进行填土工程。时任交通部长的新加坡前总统王鼎昌受委领导研究团，负责规划直落布兰雅市镇的发展蓝图。经过多方的研究，王鼎昌建议保留花柏山，把直落布兰雅发展成一个比较特殊的新镇：一个以山为中心的新镇。
后来因发展需要，亨德申路（Henderson Road）将花柏山的两座山峰一分为二，一座继续叫花柏山（Mount Faber），阿卡夫山庄所在的华盛顿山头则更名回原本的名字，直落布兰雅山（Telok Blangah Hill）。
1973年，新加坡举行主办第七届东南亚半岛运动会，运动会的圣火坛就设在直落布兰雅山。
1985年，政府征用土地，佛教社与佛教大学的千佛寺和万佛殿被拆除，山庄也被废置了好长一段时间。后来经重新装修，成为高尚的饮食场所：阿卡夫山庄

## 地標
- 中式寺廟:萬壽山觀音堂[5]、堃成堂[6] 、直落布兰雅天公廟[7]
- 马來神社（Keramat Bukit Kasita）[8]
- 阿卡夫山庄（Alkaff Mansion）
- 天猛公回教堂（Temenggong Daeng Ibrahim Mosque）与皇室墓地
- 亨德申波浪桥（Henderson Wave）